# Eduard Eichenwald
Eduard Eichenwald (* 1. Juni 1859 in Riga; † 10. November 1895 in Hannover) war ein deutscher Theaterschauspieler.

## Leben
Eduard Eichenwald stammte aus einer Schauspielerfamilie: sein Vater Wilhelm Eichenwald und sein Großvater gleichen Vornamens Wilhelm Eichenwald und seine Schwester Marie Eichenwald waren alle ebenfalls Theaterschauspieler.
Eichenwald begann seine Laufbahn am Residenztheater in Dresden (1876–1878) und war dann in Bremen engagiert. Später trat er an den Stadttheatern in Köln und Nürnberg auf, danach in Moskau, wo der vor Beginn der Vorstellung am 6. Dezember 1885 ausbrechende Theaterbrand den Künstler derart erschreckte, dass er die ersten epileptischen Anfälle erlitt.
1887 wurde er Mitglied des Ensembles des Hoftheaters in Meiningen, wurde jedoch im April 1888 bei einem Gastspiel in Antwerpen bei einer Aufführung des Wilhelm Tell erneut von dieser Krankheit befallen, von der er sich nicht mehr erholte. Er starb am 10. November 1895 in Hannover.